# Ricengo
Ricengo – miejscowość i gmina we Włoszech, w regionie Lombardia, w prowincji Cremona.
Według danych na rok 2004 gminę zamieszkiwało 1235 osób, gęstość zaludnienia to 102,9 os./km².